# Luca Marrone
Luca Marrone (Turijn, 28 maart 1990) is een Italiaans voetballer die als centrale verdediger en centrale middenvelder uit de voeten kan. Hij stroomde in 2009 door vanuit de jeugdopleiding van Juventus. Dat verhuurde hem in augustus 2016 voor een seizoen aan SV Zulte Waregem.

## Clubcarrière

### Juventus
Marrone begon op zesjarige leeftijd met voetballen bij Juventus FC. Bij die club debuteerde hij op 23 augustus 2009 in het eerste elftal in de competitiewedstrijd tegen Chievo Verona. In de 70ste minuut verving hij Tiago. In de wedstrijd, het eerste competitieduel van het seizoen 2009/10 voor Juventus, kreeg Marrone na drie minuten een gele kaart.

### AC Siena
Juventus verhuurde Marrone samen met clubgenoot Ciro Immobile in juli 2010 aan AC Siena, nadat hij in het seizoen 2009/10 na zijn debuutwedstrijd nog één keer in actie kwam. Onder trainer Antonio Conte was Marrone een basisspeler in het elftal van Siena en speelde hij achttien wedstrijden, waarin hij eenmaal trefzeker was. Met Siena behaalde Marrone in de Serie B 2010/11 de tweede plaats, waardoor promotie naar de Serie A werd afgedwongen.

### Juventus
Antonio Conte werd in 2011 aangenomen als trainer van Juventus en nam Marrone op in zijn selectie voor het volgende seizoen. In de wedstrijd om de Coppa Italia tegen Bologna FC 1909 op 12 augustus 2011 kreeg hij een basisplaats, net als in de eerste competitiewedstrijd van het nieuwe seizoen, uit tegen US Lecce. Op de laatste speeldag van het seizoen, tegen Atalanta Bergamo, maakte Marrone zijn eerste doelpunt voor Juventus. Hij maakte in de tiende minuut het eerst doelpunt van de met 3–1 gewonnen wedstrijd, op aangeven van Marco Borriello. In totaal kreeg Marrone speeltijd in zes wedstrijden gedurende het seizoen 2011/12. In de openingswedstrijd van het seizoen 2012/13 startte hij in het basiselftal van Juventus. Hij verving Giorgio Chiellini als centrale verdediger. Juventus versloeg Parma FC (2–0). Na het seizoen 2011/12 won Juventus ook de landstitel van de jaargang 2012/13; Marrone speelde in tien competitiewedstrijden, waarvan acht als basisspeler. In de Coppa Italia 2012/13 was hij in alle wedstrijden een van de vaste krachten in het elftal van Juventus; in de halve finale werd over twee wedstrijden met 2–3 verloren van SS Lazio. Op 6 maart 2013 speelde Marrone zijn eerste wedstrijd in een internationaal clubtoernooi: hij speelde de volledige achtste finale tegen Celtic FC uit Schotland (2–0 winst).

### US Sassuolo
In september 2013 werd Marrone verhuurd aan US Sassuolo, dat naast Juventus mede-eigenaar werd in zijn aandelen. Op 20 oktober maakte Marrone zijn debuut in het elftal van Sassuolo in de thuiswedstrijd tegen Bologna FC 1909 (2–1 overwinning). In de zeventiende minuut gaf hij de assist op Antonio Floro Flores, die de 2–0 binnenschoot. Bij Sassuolo was hij een vaste waarde in het elftal, met veertien basisplaatsen in vijftien gespeelde competitiewedstrijden. Na het verloren duel tegen Parma op 2 maart 2014 miste Marrone door een blessure de resterende twaalf wedstrijden in de Serie A. In juli 2014 keerde hij terug bij Juventus: de club kocht het aandeel van Sassuolo terug voor vijf miljoen euro en bood hem een contract voor vijf seizoenen aan.

### Carpi FC 1909
In het seizoen 2014/15 speelde Marrone door blessureleed geen enkele wedstrijd. Op 8 juli 2015 tekende hij een contract op huurbasis bij Carpi FC 1909 voor het seizoen 2015/16.

### Hellas Verona
In januari 2016 trok hij op tijdelijke basis naar Hellas Verona.

### SV Zulte Waregem
Marrone speelde enkele van de voorbereidingswedstrijden mee met Juventus, maar Allegri zag geen basisplaats voor hem weggelegd. Mede door de komst van Medhi Benatia en Daniel Alves. Om hem toch speelminuten te gunnen, verhuurde Juventus hem voor een jaar aan SV Zulte Waregem. Op 18 maart 2017 won hij met Essevee de Croky Cup. Hij zat in de selectie, maar kwam niet in actie in deze finale tegen KV Oostende.

## Clubstatistieken
| Seizoen | Club            | Land            | Competitie    | Duels | Doelp. |
| ------- | --------------- | --------------- | ------------- | ----- | ------ |
| 2009/10 | Juventus        | Vlag van Italië | Serie A       | 2     | 0      |
| 2010/11 | → AC Siena      | Vlag van Italië | Serie B       | 18    | 1      |
| 2011/12 | Juventus        | Vlag van Italië | Serie A       | 3     | 1      |
| 2012/13 | Juventus        | Vlag van Italië | Serie A       | 10    | 0      |
| 2013/14 | → US Sassuolo   | Vlag van Italië | Serie A       | 15    | 0      |
| 2014/15 | Juventus        | Vlag van Italië | Serie A       | 0     | 0      |
| 2015/16 | → Carpi FC 1909 | Vlag van Italië | Serie A       | 9     | 1      |
| 2015/16 | → Hellas Verona | Vlag van Italië | Serie A       | 12    | 0      |
| 2016/17 | → Zulte Waregem | Vlag van België | Eerste klasse | 25    | 0      |
| Totaal  | Totaal          | Totaal          | Totaal        | 88    | 3      |

## Interlandcarrière
Marrone maakte zijn debuut in het Italiaans voetbalelftal onder 21 op 13 oktober 2009 in een kwalificatiewedstrijd voor het Europees kampioenschap voetbal onder 21 in 2011 tegen Bosnië en Herzegovina (1–1 gelijkspel). In hetzelfde EK-kwalificatietoernooi maakte Marrone op 2 maart 2010 zijn enige interlanddoelpunt tegen Hongarije (2–0 overwinning). In juni 2013 speelde hij met Italië –21 op het Europees kampioenschap onder 21 in 2013; in de eerste groepswedstrijd tegen Engeland –21 haakte hij na 87 minuten geblesseerd af, waardoor hij de rest van het toernooi en de van Spanje verloren finale (2–4) miste. De wedstrijd tegen Engeland was Marrones 31ste en laatste interland in het elftal van Jong Italië.